# Dolabritor spineus
Dolabritor spineus là một loài nhện trong họ Linyphiidae. Loài này được phát hiện ở Colombia.